# René Nauwelaerts
René Nauwelaerts (Duffel, 15 oktober 1919 - 27 oktober 1998) was een Belgische leraar, bibliothecaris en politicus voor de CVP. Hij was burgemeester van Duffel.

## Levensloop
In 1942 werd hij leraar in de Technische Scholen te Mechelen en bibliothecaris in de Openbare Boekerij te Duffel. In 1952 trouwde hij met Clothilde Resseler, dochter van Jos Resseler.
Na de gemeenteraadsverkiezingen van 1964 werd hij gemeenteraadslid in Duffel. Zes jaar later werd hij schepen van Onderwijs en Cultuur. In 1976 behaalde hij 2.916 voorkeurstemmen en werd hiermee burgemeester van Duffel. Hij bleef tot oktober 1990 actief in de Duffelse politiek.
In 1977 werd hij verkozen in de Senaat als provinciaal senator voor Antwerpen, een mandaat dat hij uitoefende tot 1981. In de periode mei 1977-oktober 1980 zetelde hij als gevolg van het toen bestaande dubbelmandaat ook in de Cultuurraad voor de Nederlandse Cultuurgemeenschap, die op 7 december 1971 werd geïnstalleerd. Vanaf 21 oktober 1980 tot november 1981 was hij tevens korte tijd lid van de Vlaamse Raad, de opvolger van de Cultuurraad en de voorloper van het huidige Vlaams Parlement.  
Hij was stichter van het Duffelse Kontaktblad. Op 4 juni 1973 ging zijn droom in vervulling, zijn levenswerk: de nieuwe bibliotheek op het Kapelplein in Duffel. 
Hij schreef de operette Mitsy in samenwerking met Louis Van Craen, die voor de muziek zorgde.